# Zarcero (cantão)
Zarcero é um cantão da Costa Rica localizado na província de Alajuela. Sua capital é a cidade de Zarcero.